# Istria distrikt
Istria distrikt (kroatisk: Istarska županija; italiensk: Regione istriana) er det vestligste af distrikterne i Kroatien, beliggende ved Adriaterhavet og inkluderer den størstedelen af Istria-halvøen (2.820 af 3.160 km²). Det ligger mod nordvest i Kroatien og grænser til nabolandet Slovenien i nord. Det eneste distrikt det grænser til er Primorje-Gorski Kotar mod øst.
Området kaldes Istra på kroatisk og slovensk og Istria på italiensk. På grund af de store etniske minoriteter, særlig italienere, er distriktet officielt tosproglig og har adminstrationscenteret i byen Pazin/Pisino.